# Superliga de China 2016
La temporada 2016 fue la 13.ª edición de la máxima categoría del fútbol en la República Popular de China desde el establecimiento de la Superliga de China en el año 2004. 
La temporada 2016 arrancó el 4 de marzo y culminó el 30 de octubre, en el torneo participaron 16 equipos y el equipo que se consagró campeón clasificó a la Liga de Campeones de Asia 2017. El Guangzhou Evergrande sumó su sexto título consecutivo.

## Datos generales

### Ascensos y descensos
| Pos. | Descendidos de la China League One 2016 |
| ---- | --------------------------------------- |
| 17.º | Guizhou Renhe                           |
| 18.º | Shanghai Shenxin                        |

| Pos. | Ascendidos de la China League One 2015 |
| ---- | -------------------------------------- |
| 1.º  | Yanbian Fude                           |
| 2.º  | Hebei CFFC                             |

#### Cambios de nombre
- Hebei Zhongji FC cambia su nombre a Hebei China Fortune FC en diciembre de 2015.[1]
- Jiangsu Guoxin-Sainty FC cambia su nombre a Jiangsu Suning FC en diciembre de 2015.[2]
- Yanbian Changbaishan F.C. cambia su nombre a Yanbian Fude F.C. en enero de 2016.[3]

## Equipos

### Datos generales
| Guangzhou Evergrande                        | Guangzhou    | Luiz Felipe Scolari | Estadio Tianhe                      | 58.500 |
| Beijing Guoan                               | Pekín        | Xie Feng            | Estadio de los Trabajadores         | 66.161 |
| Changchun Yatai                             | Changchun    | Lee Jang-soo        | Development Area Stadium            | 28.669 |
| Chongqing Lifan                             | Chongqing    | Chang Woe-Ryong     | Chongqing Olympic Sports Center     | 58.660 |
| Guangzhou R&F                               | Changsha     | Dragan Stojković    | Yuexiushan Stadium                  | 18.000 |
| Hangzhou Greentown FC                       | Hangzhou     | Hong Myung-bo       | Yellow Dragon Sports Center         | 52.672 |
| Henan Jianye FC                             | Zhengzhou    | Jia Xiuquan         | Zhengzhou Hanghai Stadium           | 29.000 |
| Jiangsu Suning FC                           | Nankín       | Choi Yong-soo       | Centro Deportivo Olímpico de Nankín | 65.769 |
| Liaoning FC                                 | Shenyang     | Ma Lin              | Panjin Stadium                      | 35.600 |
| Shandong Luneng                             | Jinan        | Felix Magath        | Jinan Olympic Sports Center Stadium | 60.000 |
| Shijiazhuang Ever Bright                    | Shijiazhuang | Li Jinyu            | Yutong International Sports Center  | 38.000 |
| Shanghai Greenland Shenhua                  | Shanghái     | Gregorio Manzano    | Hongkou Football Stadium            | 33.060 |
| Tianjin Teda                                | Tianjin      | Jaime Pacheco       | Estadio Olímpico de Tianjin         | 54.696 |
| Shanghai SIPG                               | Shanghái     | Sven-Göran Eriksson | Estadio de Shanghái                 | 56.842 |
| Yanbian Fude                                | Yanji        | Park Tae-ha         | Estadio de Yanji                    | 30.000 |
| Hebei CFFC                                  | Qinhuangdao  | Manuel Pellegrini   | Olímpico de Qinhuangdao             | 33.572 |
| Datos actualizados al 5 de febrero de 2016. |              |                     |                                     |        |

### Jugadores foráneos
El número de jugadores extranjeros está restringido a cinco por equipo, incluyendo un cupo para un jugador de los países de la AFC. Un equipo puede usar hasta cuatro jugadores extranjeros en el campo por juego, incluyendo al menos un jugador de algún país perteneciente a la AFC. Los jugadores de Hong Kong, Macao y China Taipéi son considerados como jugadores nacionales.
| Equipo                   | Jugador 1           | Jugador 2          | Jugador 3           | Jugador 4        | Jugador AFC          |
| ------------------------ | ------------------- | ------------------ | ------------------- | ---------------- | -------------------- |
| Beijing Guoan            | Renato Augusto      | Ralf               | Burak Yılmaz        | Igor Sergeev     | Egor Krimets         |
| Changchun Yatai          | Marcelo Moreno      | Darko Matić        | Mislav Oršić        | Bruno Meneghel   | Anzur Ismailov       |
| Chongqing Lifan          | Emanuel Gigliotti   | Fernandinho        | Alan Kardec         | Goran Milović    | Jung Woo-young       |
| Guangzhou Evergrande     | Alan Carvalho       | Ricardo Goulart    | Paulinho            | Jackson Martínez | Kim Young-Gwon       |
| Guangzhou R&F            | Renatinho           | Gustav Svensson    | Apostolos Giannou   | Eran Zahavi      | Jang Hyun-Soo        |
| Hangzhou Greentown       | Denílson Gabionetta | Matthew Spiranovic | Anselmo Ramon       | Sammir           | Oh Beom-Seok         |
| Hebei CFFC               | Stéphane Mbia       | Gervinho           | Gaël Kakuta         | Aloísio          | Ersan Gülüm          |
| Henan Jianye             | Ivo                 | Javier Patiño      | Osman Sow           | Miral Samardžić  | Ryan McGowan         |
| Jiangsu Sainty           | Ramires             | Alex Teixeira      | Roger Martínez      | Trent Sainsbury  | Hong Jeong-ho        |
| Liaoning Whowin          | Assani Lukimya      | Anthony Ujah       | James Chamanga      | Michael Thwaite  | Dario Vidošić        |
| Shandong Luneng          | Walter Montillo     | Gil                | Graziano Pellè      | Papiss Cissé     | Jucilei              |
| Shanghai Shenhua         | Fredy Guarín        | Giovanni Moreno    | Obafemi Martins     | Demba Ba         | Kim Kee-hee          |
| Shanghai SIPG            | Darío Conca         | Elkeson            | Jean Evrard Kouassi | Hulk             | Kim Ju-Young         |
| Shijiazhuang Ever Bright | Diego Maurício      | Rúben Micael       | Jean-Philippe Mendy | Matheus          | Cho Yong-Hyung       |
| Tianjin Teda             | Fredy Montero       | Zainadine Júnior   | Mbaye Diagne        | Malick Evouna    | Aleksandar Jovanović |
| Yanbian Fude             | Bubacarr Trawally   | Nikola Petković    | Ha Tae-Goon         | Yoon Bit-Garam   | Kim Seung-Dae        |

Jugadores de Hong Kong/Macao/Taiwán (no cuentan como jugadores extranjeros en la Súper Liga China)
| Equipo             | Jugador 1     | Jugador 2  |
| ------------------ | ------------- | ---------- |
| Changchun Yatai    | Yaki Yen      | Jack Sealy |
| Hangzhou Greentown | Chen Po-liang |            |

## Tabla de posiciones
- Tabla actualizada al 30 de octubre de 2016[6]

| Pos. | Equipo                     | Pts. | PJ | G  | E  | P  | GF | GC | Dif. | Clasificación o descenso                                           |
| ---- | -------------------------- | ---- | -- | -- | -- | -- | -- | -- | ---- | ------------------------------------------------------------------ |
| 1    | Guangzhou Evergrande       | 64   | 30 | 19 | 7  | 4  | 62 | 19 | +43  | Clasificado a fase de grupos de Liga de Campeones de la AFC 2017   |
| 2    | Jiangsu Suning             | 57   | 30 | 17 | 6  | 7  | 53 | 33 | +20  | Clasificado a fase de grupos de Liga de Campeones de la AFC 2017   |
| 3    | Shanghai SIPG              | 52   | 30 | 14 | 10 | 6  | 56 | 32 | +24  | Clasificado a ronda de playoff de Liga de Campeones de la AFC 2017 |
| 4    | Shanghai Greenland Shenhua | 48   | 30 | 12 | 12 | 6  | 46 | 31 | +15  | Clasificado a ronda de playoff de Liga de Campeones de la AFC 2017 |
| 5    | Beijing Guoan              | 43   | 30 | 11 | 10 | 9  | 34 | 26 | +8   |                                                                    |
| 6    | Guangzhou R&F              | 40   | 30 | 11 | 7  | 12 | 47 | 50 | −3   |                                                                    |
| 7    | Hebei China Fortune        | 40   | 30 | 11 | 7  | 12 | 34 | 38 | −4   |                                                                    |
| 8    | Chongqing Lifan            | 37   | 30 | 9  | 10 | 11 | 43 | 50 | −7   |                                                                    |
| 9    | Yanbian Fude               | 37   | 30 | 10 | 7  | 13 | 39 | 41 | −2   |                                                                    |
| 10   | Tianjin Teda               | 36   | 30 | 9  | 9  | 12 | 38 | 50 | −12  |                                                                    |
| 11   | Liaoning Whowin            | 36   | 30 | 9  | 9  | 12 | 38 | 47 | −9   |                                                                    |
| 12   | Changchun Yatai            | 35   | 30 | 10 | 5  | 15 | 30 | 44 | −14  |                                                                    |
| 13   | Henan Jianye               | 35   | 30 | 10 | 5  | 15 | 26 | 44 | −18  |                                                                    |
| 14   | Shandong Luneng Taishan    | 34   | 30 | 9  | 7  | 14 | 38 | 45 | −7   |                                                                    |
| 15   | Hangzhou Greentown         | 32   | 30 | 8  | 8  | 14 | 28 | 37 | −9   | Descenso a la China League One 2017                                |
| 16   | Shijiazhuang Ever Bright   | 30   | 30 | 7  | 9  | 14 | 28 | 53 | −25  | Descenso a la China League One 2017                                |

 Fuente: Sports.sina.com League Standings

## Goleadores
Fuente:
| Posiciones     | Jugador         | Club                 | Goles |
| -------------- | --------------- | -------------------- | ----- |
| 1              | Ricardo Goulart | Guangzhou Evergrande | 19    |
| 2              | Demba Ba        | Shanghai Shenhua     | 14    |
| 2              | James Chamanga  | Liaoning Whowin      | 14    |
| 3              | Wu Lei          | Shanghai SIPG        | 13    |
| 3              | Marcelo Moreno  | Changchun Yatai      | 13    |
| 3              | Alan Carvalho   | Guangzhou Evergrande | 13    |
| 7              | Alex Teixeira   | Jiangsu Suning       | 11    |
| 7              | Eran Zahavi     | Chongqing Lifan      | 11    |
| 9              |                 |                      |       |
| Elkeson        | Shanghai SIPG   | 10                   |       |
| Roger Martínez | Jiangsu Suning  | 10                   |       |